# Silberschatz von Kaiseraugst

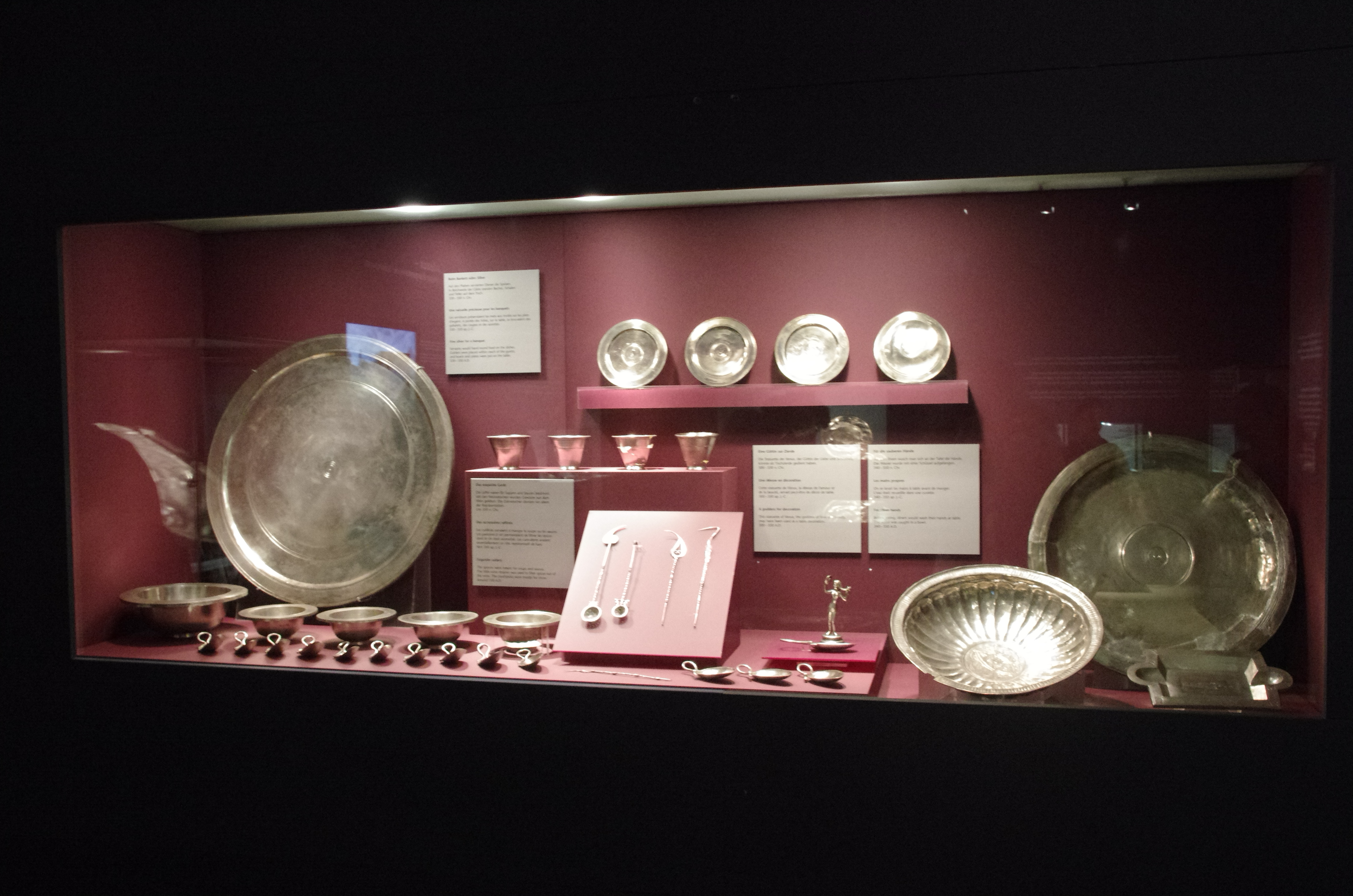
Der Silberschatz von Kaiseraugst

Bei dem Silberschatz von Kaiseraugst handelt es sich um 270 Objekte, die 1961/62 in einer Grube innerhalb des spätrömischen Kastells von Kaiseraugst (Augusta Raurica) im Kanton Aargau in der Schweiz gefunden wurden.

## Geschichte des Fundes
Im Winter 1961 stiess ein Baggerführer beim Abtiefen eines Areals für einen Turnplatz auf eine ‚Blechscheibe’, die er für ein weggeworfenes Rasierschaumbecken hielt. Kurz danach begann es zu schneien und der offen daliegende Fund wurde mit Schnee bedeckt. Einen Monat später fand hier ein 12-jähriger spielender Schüler ein gutes Dutzend scheibenähnlicher Gegenstände. Er nahm ein Exemplar mit und zeigte es seinem Lehrer, der ihm jedoch riet, das Ding wegzuwerfen. Die Platte, die er daraufhin wieder in den Aushub zurückwarf, war das Ariadnetablett, eines der Prunkstücke des Schatzes. Wenig später sah sich eine Familie auf dem Bauplatz um. Der Vater fand ein verbeultes Stück Blech, das er abrieb und mitnahm, denn die Zeichnung in der Mitte gefiel ihm. Es war die Achillesplatte, das mittlerweile bekannteste Stück der Sammlung. Marie Schmid-Leuenberger, Wirtin des nahe gelegenen Gasthofes ‚Löwen’, beobachtete den Vorfall und notierte sich die Autonummer. Neugierig geworden, besuchte sie ihrerseits den Bauplatz und wurde ebenfalls fündig. Sie fand fünf Platten, nahm sie mit, wusch sie gründlich und lagerte sie erst einmal in ihrem Gasthof.
Einige Tage später suchte C. E. Bourcart auf dem Bauplatz nach römischen Scherben und fand einen ‚zerbeulten Deckel’. Weil römische Buchstaben (P.ROMOLO) eingekratzt waren, fragte er nach einem Fachmann. Er wurde an Rudolf Laur-Belart verwiesen, einen Pionier der Altertumsforschung in der Schweiz, der als der eigentliche ‚Entdecker’ des Silberschatzes von Kaiseraugst gilt. Im Januar 1962 wurden die Bauarbeiten weitergeführt, diesmal unter der Aufsicht von Wissenschaftlern. Die Löwenwirtin erinnerte sich an die Blechteller, brachte den Forschern ihre Fundstücke und konnte sie mit Hilfe der Autonummer auch auf die Spuren der Familie führen.
Im Sommer 1995 meldete sich ein Notar bei den Archäologen. Er hatte von der Familie eines verstorbenen Klienten 18 weitere Teile des Schatzes übergeben bekommen. Die je sechs Platten, Teller und Schalen mit einem Gewicht von 22 Kilogramm verkaufte die Familie aber nur unter der Bedingung, dass der vorherige Besitzer nicht bekannt gemacht werden dürfe. Wie die 18 Objekte in dessen Besitz kamen, bleibt also ungeklärt. Es wird jedoch weiterhin eine Platte vermisst: Auf einem der Silbertabletts ist der Abdruck einer grossen Platte sichtbar, die unter den vorhandenen Gefässen nicht nachzuweisen war.

## Zusammensetzung des Schatzes

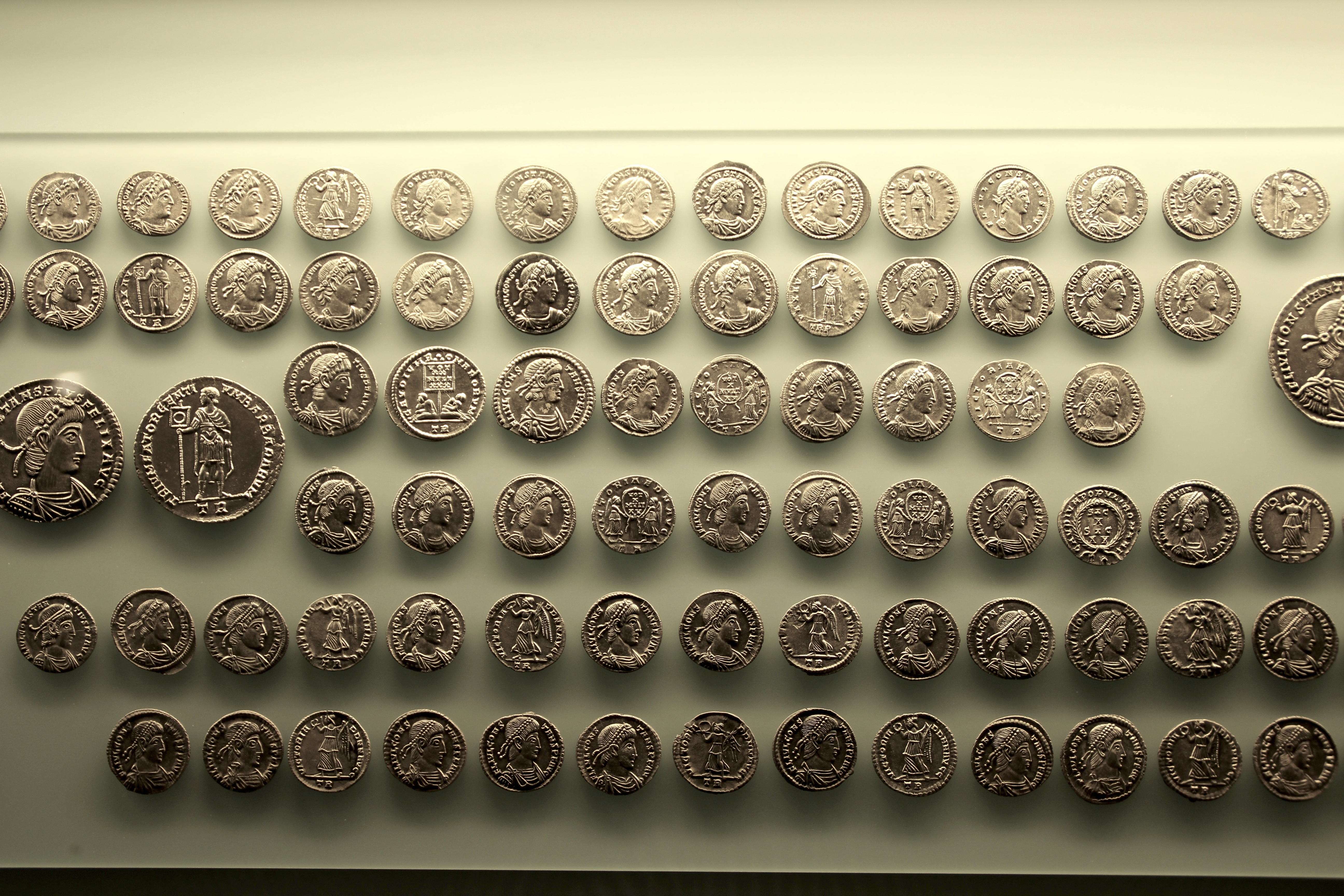
Münzen aus dem Silberschatz

Aus dem Jahr 1962 sind 252 Stücke bekannt und mit den 18 neuen Stücken ergibt sich ein Inventar von 270 Stücken, die insgesamt 58 Kilo wiegen. Das verwendete Silber ist zu 92–94 % rein. Der Rest besteht grösstenteils aus Kupfer, aber auch aus Gold, Zinn, Blei, Silicium, Aluminium und Calcium. Der Schatz aus einem prachtvollen Tafelgeschirr und Toilettgeschirr, einem Münzschatz von 187 Stücken, einem Kandelaber, einer Venusstatuette und drei gestempelten Silberbarren. 

### Münzen und Medaillons
Die Münzen sind durchgehend Silberdenare, dazu kommen 17 Silbermedaillons. Die Medaillons tragen alle Bildnisse der drei Söhne Konstantins des Grossen: Constans, Constantius II. und Konstantin II. Von Konstantin II. sind fast keine Prägungen enthalten. Es sind Erinnerungsprägungen an ihre Regierungsjubiläen. Die Denare stammen aus 11 Münzstätten. Der Grossteil stammt aus westlichen Prägestätten. Vor allem Trier ist mit 110 Stücken vertreten. Den Anfang der Münzreihe stellt ein Denar von Diocletianus aus dem Jahr 294 n. Chr. dar. Das Ende der Reihe ist ein Denar Constantius II. aus dem Jahr 349 n. Chr. Zwei Silberbarren tragen den Stempel des Gegenkaisers Magnentius. Sie sind um 350 n. Chr. zu datieren und waren wohl ein Geschenk das Magnentius bei seiner Erhebung zum Kaiser an die Soldaten. Es fällt auf, dass keine Münzprägungen dieses Kaisers auftauchen. Aus der Zeit der Alleinherrschaft Constantius II. gibt es keine Prägungen, was wohl bedeutet, dass der Schatz nach der Erhebung von Magnentius zum Kaiser 350 und vor der Alleinherrschaft Constantius II bzw. der Niederlage und Tod des Magnentius 353 vergraben wurde.

### Achillesplatte

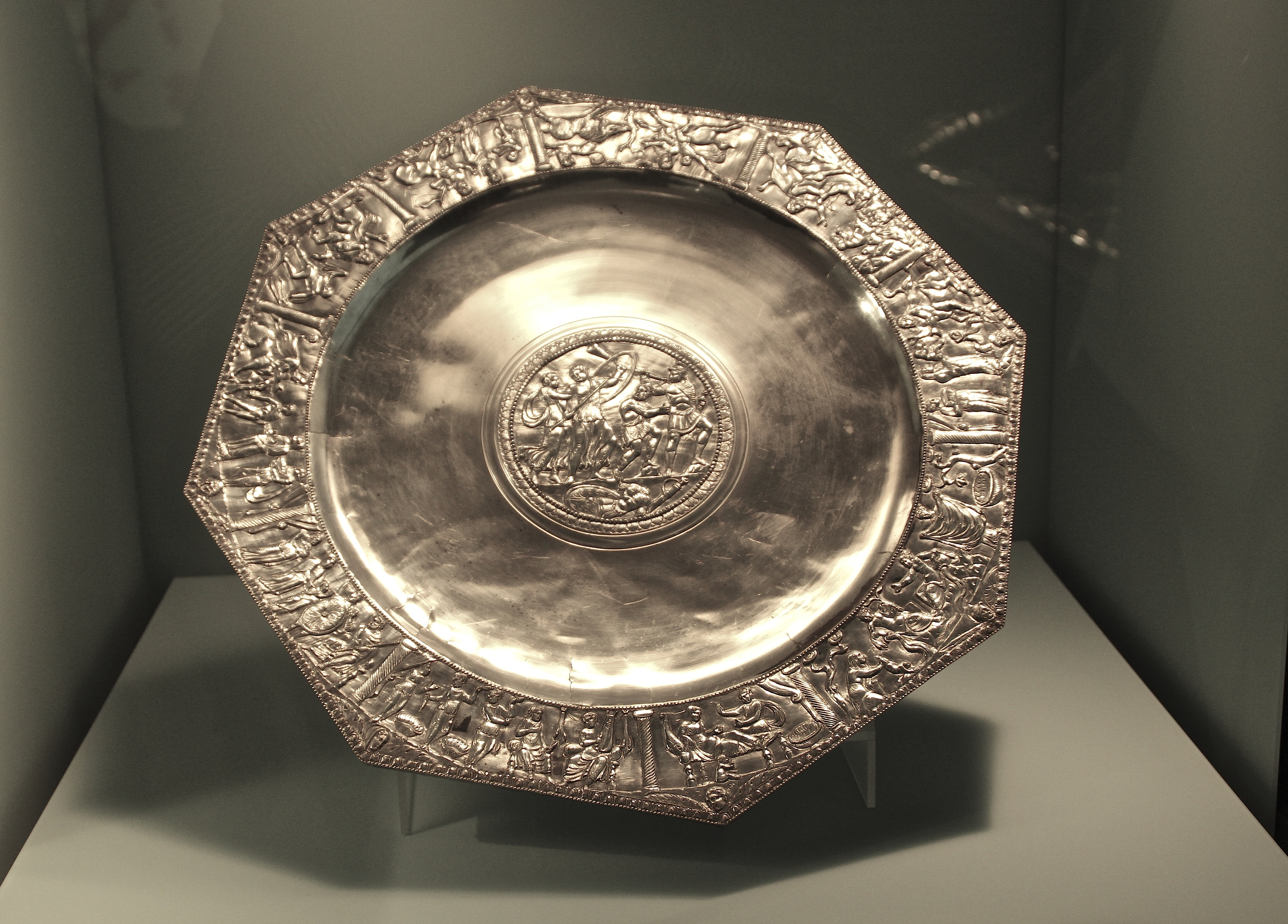
Achillesplatte

Das Hauptstück des Schatzes ist die so genannte Achillesplatte, eine achteckige Platte mit figürlichem Reliefschmuck. Die Bilder zeigen in elf Szenen Abschnitte aus der Jugend des Achilles. Zehn davon sind am Rand der Platte angeordnet, die Hauptszene in der Mitte. Die elf Szenen sind:
- Die Geburt
- Feiung in der Styx
- Übergabe an Chiron
- Ernährung mit Knochenmark und Eingeweiden
- Jagd
- Leseunterricht
- Unterricht im Diskuswerfen
- Rückgabe an Thetis
- Übergabe an Lykomedes auf Skyros
- Leierspiel mit Deidameia und ihren Schwestern
- Entdeckung auf Skyros

Die Platte besteht aus einer geschmiedeten und getriebenen Silberplatte. Auf der Rückseite ist ein Standring angebracht. Das Werk ist auf der Unterseite mit einer kurzen griechischen Inschrift signiert und stammt danach von Pausylypos aus Thessaloniki. Die Achillesplatte ist das Ergebnis filigraner Silberbearbeitung im 4. Jahrhundert n. Chr. Durch ihren Motivreichtum wird die Platte als Hauptwerk des gesamten Schatzes angesehen. Es handelt sich um eines der wenigen antiken Silberobjekte, dessen Hersteller und Herkunftsort bekannt sind.

### Meerstadtplatte
Die Meerstadtschale hat einen Durchmesser von 59 cm und wurde von der Wirtin Marie Schmid-Leuenberger zusammen mit vier weiteren Platten geborgen. Durch den Bagger wurde sie beschädigt und erlitt u. a. Risse, die bei der Restauration repariert wurden. Auf ihr zeigt sich der Abdruck der Achillesplatte, was zeigt, dass diese auf ihr gelegen haben muss. Die Besonderheiten an der Platte sind das mit Niello und Vergoldungen verzierte Mittelmedaillon und der Rand. In der Mitte findet sich ein rundes, vergoldetes Medaillon mit der Darstellung von einem Gebäudekomplex am Meer, in dem sich wiederum fischende Eroten in Barken und einige Seetiere tummeln. Daher auch der Name „Meerstadt“-platte, wobei das zu sehende Gebäude eher als Villa am Meer gedeutet werden kann. Die Rand- und Medaillonverzierung wurde mit Sticheln und Meisseln eingeschnitten und anschliessend nielliert. Die Flächen wurden ziseliert. Das Gewicht der Platte ist auf der Rückseite innerhalb des Standrings punktiert angegeben. Des Weiteren finden sich zwei Graffito auf der Platte. Einmal gegenüber der Gewichtsangabe „AQVILINI“ und einmal etwas ausserhalb des Standrings „FONT“. Die Nielloeinlagen sind im Rand grösstenteils verloren gegangen, dafür aber im Mittelmedaillon fast ganz erhalten. Der Plattenboden weist viele kleinste Kratzer auf, was für einen Gebrauch über einen längeren Zeitraum hinweist. Sie war also nicht rein zur Zierde gedacht.
Der Rand ist in acht ungefähr gleich lange Abschnitte eingeteilt. Geometrische Motive und Jagdszenen wechseln sich ab. Die Abschnitte sind axial eingeteilt, das heisst, dass die geometrischen Abschnitte auf den Hauptachsen, vom Mittelmedaillon gesehen, liegen. Die Jagdszenen, die „Meerstadt“ und die fischenden Eroten stehen für das Streben nach einem quasi „himmlischen“ Glück der damals lebenden Menschen. Solche Meerstadtmotive waren in der Antike durchgängig recht beliebt und finden sich zum Beispiel auf Mosaiken oder auf Tonlampen.

### Ariadnetablett

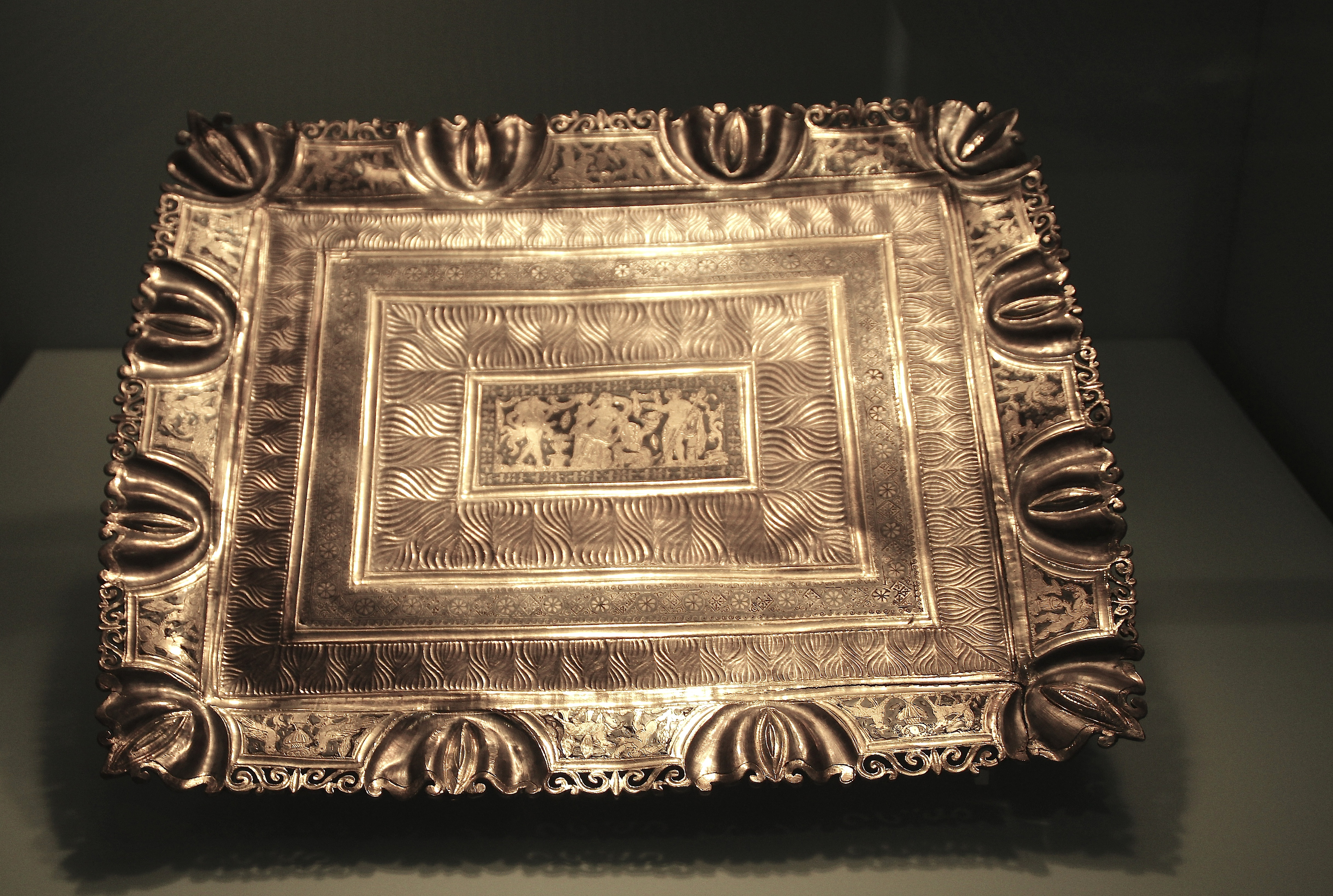
Ariadnetablett

Ein weiteres sehr aufwendig gearbeitetes Stück des Schatzes ist das sogenannte Ariadnetablett, ein Silbertablett mit 13 mehr oder weniger unterschiedlichen figürlichen Darstellungen am Rand. Auf dem Bild im Zentrum ist der Weingott Dionysos, seine Frau Ariadne und ein Satyr abgebildet. Randdarstellungen und das Mittelbild sind von geometrischen Mustern umrahmt.

### Decennalienplatte des Constans
Eine weitere wichtige Platte des Schatzes ist die „Decennalienplatte des Constans“, die bei den später bekanntgewordenen 18 Funden enthalten war. Die Platte hat ein Gesamtgewicht von 3076,9 g und einen Durchmesser von 55,8 cm. Der Durchmesser des Mittelmedaillons und der Inschrift beträgt 14,1 cm. Die Wölbung der Platte, der Rand und die Lippe sind geschmiedet und gedrückt. Beidseitig wurde sie teilweise überdreht. Der Standring ist angelötet. Das Zentralornament, die Umschrift und die Randornamente sind eingeschrotet und mit Niello und Vergoldung versehen. Innerhalb des Standrings ist die Punzschrift „SANCT P X“ zu lesen. Auf ihr befindet sich eine weitere in Niello eingelegte Inschrift zwischen einer vergoldeten Hohlkehle und dem Mittelmedaillon: AUGVSTVS CONSTANS DAT LAETA DECENNIA VICTOR SPONDENS OMNIBUS TER TRICENNALIA FAVSTIS, was so viel bedeutet, wie: Constans als Augustus gibt als Sieger fröhliche Zehnjahresfeiern, versprechend dreimal günstigen Vorzeichen Dreissigjahresfeiern. Das heisst, dass die Platte aufgrund der Zehnjahresfeier des Constans ausgegeben wurde. Sie spricht im Voraus für drei weitere Dreissigjahrfeiern, also 90 Jahren. Es ist also eine Largitions-Platte, die sich dank der Inschrift auf das Jahr 342/343 datieren lässt. Das Mittelmedaillon und der Rand sind mit Niellodekor verziert. Auf dem Rand wechseln sich geometrische Abschnitte mit figürlich verzierten Medaillons ab. Zwei vergoldete Hohlkehlen fassen die Nielloverzierungen ein. Die geometrischen Verzierungen des Randes sind in 10 gleich lange Abschnitte eingeteilt, die wechselnd mit zwei geometrischen Mustern mit unendlichem Rapport gefüllt sind und mit einer vergoldeten männlichen Büste getrennt sind. Das eine Ornament arbeitet mit versetzt übereinander gelegten Kreisen. Sieben dieser Kreise sind in jedem dieser Abschnitte vorhanden und bilden beim Überschneiden Spitzovale, die mit Ranken gefüllt sind. Das andere Ornament mit je drei Spitzovalen. In den Spitzovalen befindet sich ein mit Ranken gefüllter Rhombus. Ranken mit Palmetten umgeben die Spitzovale bzw. rollen sich zu einem Kreis ein. Zehn Büsten mit jungen Männern trennen die Abschnitte voneinander. Jeweils zwei Köpfe sind einander zugeneigt. Der Büstenausschnitt umfasst die Schultern und man sieht bei einigen eine Bulla. Keiner der Köpfe wirkt gleich.

### Romulus-Platte
Unter den Platten ist eine geschmiedete und getriebene Platte mit auf der Drehbank eingedrehten Kreisrillen. Die Platte ist nach innen gewölbt. Sie hat einen horizontalen Rand und einen Standring. Eine Kehle und mehrere Rillen verzieren den Randbereich. Sie wurde vom Bagger schwer beschädigt und wurde beim Restaurieren geklebt. Dabei fiel auch eine alte Flickstelle auf. An und für sich ist die Platte nicht spektakulär. Es findet sich jedoch auf der Bodenunterseite der Name „P ROMVLO“ eingraviert. Aus der Zeit um 350 sind nur zwei hochrangige Romuli bekannt: der Konsul Flavius Romulus und ein Romulus, der Heerführer des Magnentius war und am 28. September 351 in der Schlacht bei Mursa fiel. Der Konsul scheidet als Besitzer wegen seines Familiennamens aus. Der Heerführer könnte vor dem Aufbruch zur Schlacht seine Wertsachen vergraben haben und konnte sie dann nie wieder bergen. Er käme als Besitzer in Frage.
Magnentius gelang es nach seiner Erhebung zum Kaiser, einen der drei Söhne Konstantins des Grossen, Constans, zu ermorden und regierte kurzzeitig den Westteil des Reiches. Der genannte Heerführer wird wohl schon unter Constans gedient haben und dann zu Magnentius übergelaufen sein. Die Münzen aus der Zeit des Constans und die Decennalienplatte des Constans würden dies belegen.

### Kandelaber
Zu den am prachtvollsten verzierten Stücken des Schatzes gehört ein Kandelaber. Er besteht aus einem Fuss, zwei ineinander steckbaren Schäften und einem Kerzenträger. Die Höhe ist mit einem Haltestift einstellbar. Ausgezogen beträgt seine Höhe 117 cm, zusammengeschoben 78 cm. Sein Gewicht beträgt inklusive einer modernen Acrylglasstütze 2608,5 g. Der Fuss wurde gegossen und geschmiedet; sie sind leicht kantig und nach unten gebogen. Die Standbeine wurden anschliessend poliert und die Schaftteile aus sechskantig gebogenem Silberblech zusammengelötet. Für das Eintiefen der Ornamente wurde Meissel und Stichel verwendet. Die Ornamente sind mit Niello gefüllt und teils vergoldet. Da viele der Niellopartien ausgebrochen sind, sieht man den rauen Untergrund, der erzeugt wurde, damit das Niello besser haftet. Die Vergoldungen wurden zum Teil mit Goldfolie durchgeführt. Das Kapitell besteht aus getriebenen und ziselierten Silberblech. Der Teller wurde entweder getrieben oder gegossen und ausgeschmiedet. Es finden sich mehrere mit der Nadel eingravierte Graffito auf ihm, wie z. B. ein „G“ am Fuss. Sie könnten auf ehemalige Besitzer und/oder Künstler hinweisen. Der Kandelaber wurde durch einen Bagger stark beschädigt; eine Palmette wurde am Fuss abgerissen und ergänzt. Eine zweite wurde beschädigt. Der untere Schaft wurde in zwei Teile gebrochen und die Niello-Verzierung brach heraus. Der obere Schaft zerbrach ebenfalls in zwei Teile. Der untere Schaft war zudem verbogen. Der obere Teil des Kandelabers war abgesehen von leichten Verbiegungen recht gut erhalten. In der Antike wurde am unteren Schaft eine Bruchstelle mit einem sechseckigen, 6 cm hohen Silberblech grob repariert. Dabei ging wahrscheinlich ein Abschnitt verloren; ein Teil des Dekors wird bedeckt. Am Ende des oberen Schachtes weist eine Bruchstelle darauf hin, dass wohl auch hier seit der Antike ein Stück fehlt.

### Venusstatuette
Zum Silberschatz gehört eine ca. 12 Zentimeter grosse, gegossene und ziselierte Silberstatuette. Die abgebildete Frau wird durch ihre Nacktheit und einen Spiegel, den sie in einer Hand hält, als Venus identifiziert. Die Funktion der Statuette innerhalb des Fundkontextes ist bisher noch nicht geklärt.

### Weitere Objekte
Zum Schatz gehören weiter eine rechteckige Schale mit dem Motiv eines 26 cm langen Fisches, eine einfache runde Platte (46,9 cm) sowie zahlreiche Silberlöffel. Diese werden in zwei Kategorien gegliedert. Zum einen die Ligulae und zum anderen die Cochlearia. Die Ligulae sind kleine Löffel, deren Griffe mit Vogelköpfen verziert sind. Die Cochlearia werden durch einen langen Stiel und ein scheibenförmiges Zwischenstück mit der Laffe verbunden. Dieser Löffeltyp ist am häufigsten im Schatz vertreten.

## Bedeutung des Schatzes

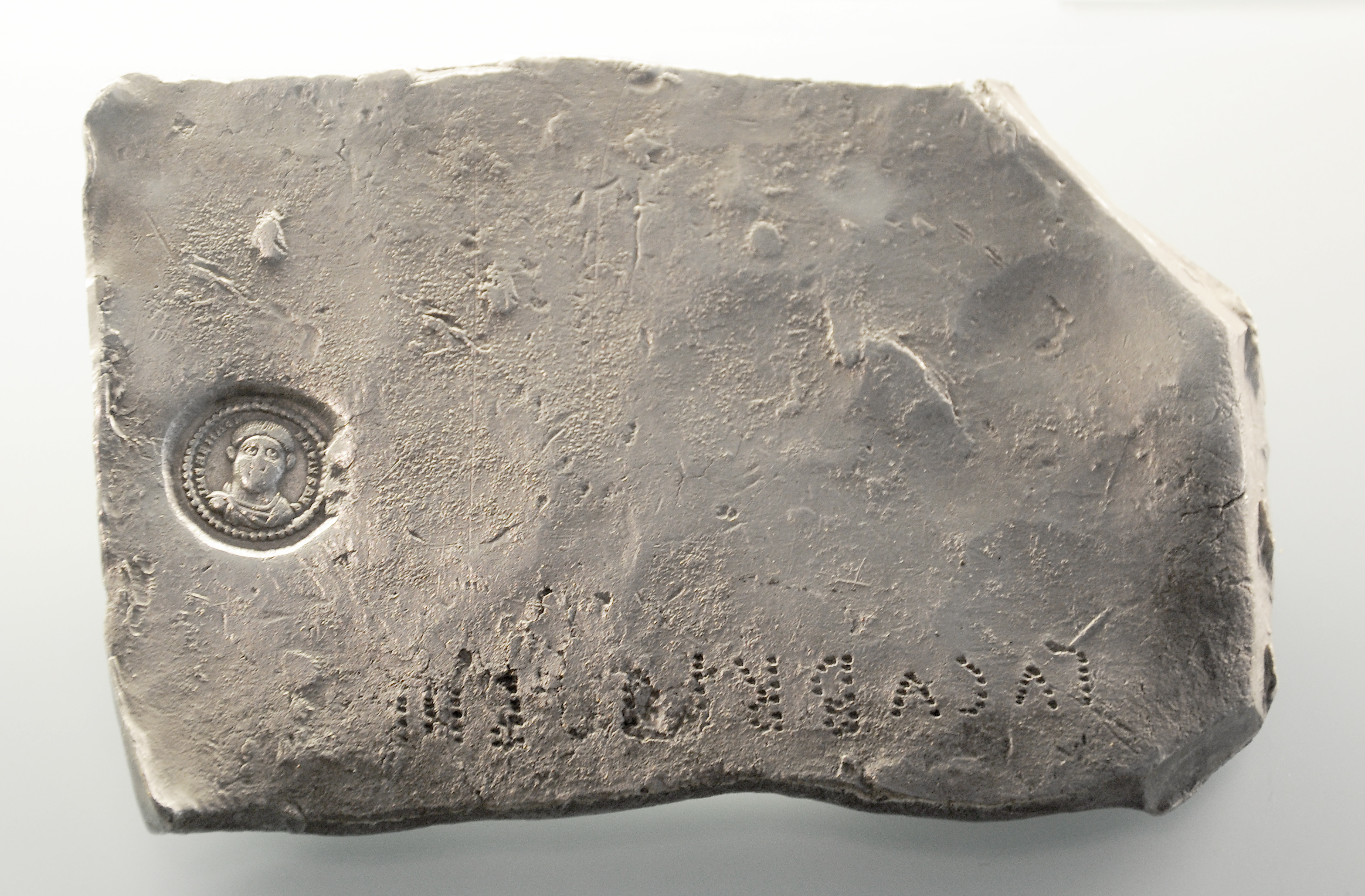
Silberbarren aus dem Schatz mit Stempel des Magnentius, einem eingeritzten Namen und der eingeritzten Gewichtsangabe „P(ondo) III“, „3 Pfund“

Offensichtlich handelte es sich nicht ausschliesslich um Tafelgeschirr, sondern um die Ausstattung eines hohen Offiziers oder Beamten, der die Stücke während Jahren gesammelt haben musste. Einige Stücke wurden als Largitionen, also als kaiserliche Geschenke erworben. Jedoch gibt es keine Hinweise darauf, dass der Schatz nur einer Person gehörte. Einer dieser Besitzer könnte der oben genannte Heerführer Romulus gewesen sein. Allerdings besagt die Beschriftung der Platte nur, dass sie einmal einem Mann namens Romulus gehörte. Auf Grundlage der Silbermünzen und Barren wird die Vergrabung des Schatzes auf den Zeitraum 350–353 n. Chr. datiert. Ein Grund dafür könnten, wie in den meisten Fällen, innen- und aussenpolitische Spannungen gewesen sein. Festzuhalten ist, dass der Silberschatz von Kaiseraugst einen Einblick in die spätantike Silberkunst Westeuropas bietet. Der Schatz ist Teil der Archäologischen Sammlung des Kantons Aargau und ist im Römermuseum Augst ausgestellt.